# لی بوم
لی بوم (انگلیسی: Lee Bom؛ زادهٔ ۲۴ ژوئیهٔ ۱۹۹۰) بازیگر اهل کره جنوبی است. او به خاطر ایفای نقش در مجموعه‌های تلویزیونی عدالت برای نوجوانان، نسل دختران ۱۹۷۹ و پیوند: بخور، عشق بورز و بکش و فیلم زیبایی درون شناخته می‌شود.